# سالي جين بروس
سالي جين بروس (بالإنجليزية: Sally Jane Bruce) هي مُدرسة وممثلة أمريكية، ولدت في 2 ديسمبر 1948 في لوس أنجلوس في الولايات المتحدة.

## وصلات خارجية
- سالي جين بروس على موقع IMDb (الإنجليزية)
- سالي جين بروس على موقع قاعدة بيانات الفيلم (الإنجليزية)